# World of Soccer Cup
La World of Soccer Cup (littéralement, Coupe du monde du football) est un tournoi amical de football organisé en juillet 1977 en deux temps, à Singapour puis en Australie. La compétition est organisée par l'entrepreneur anglais Reg Lambourne ; elle met aux prises trois équipes européennes prestigieuses (les Écossais du Celtic FC, les Anglais d'Arsenal FC et les Yougoslaves de l'Étoile rouge de Belgrade) et une sélection de joueurs locaux. 
La première partie de la compétition, qui se joue à Singapour, voit l'équipe yougoslave l'emporter sur le Celtic en finale (3-1), à l'issue d'un tournoi à élimination directe. 
En Australie, les quatre équipes s'opposent dans une poule dominée de nouveau par le Celtic et l'Étoile rouge. Cette fois, c'est le Celtic qui s'impose lors de la finale (2-0), disputée à Melbourne le 31 juillet. Ce trophée amical est le dernier soulevé par l'emblématique entraîneur écossais Jock Stein.